# Minareto di Jam
Il minareto e i resti archeologici di Jam sono un monumento in Afghanistan, appartenenti al patrimonio dell'umanità dell'UNESCO.

## Posizione geografica
Il sito archeologico si trova nell'Afghanistan occidentale, nel distretto di Shahrak, a sua volta nella provincia di Ghowr, vicino al fiume Hari Rud.
Si tratta di una regione inospitale e povera che ha prodotto, per questi motivi, la nascita continua di piccole bande di briganti e il difficile assoggettamento ad un governo centrale.

## Il minareto
Il minareto, alto 65 metri e circondato da montagne alte fino a 2400 metri, è interamente costruito con mattoni cotti in fornace. È famoso per la sua intricata decorazione consistente di mattoni, stucchi e tegole smaltate a vetro, decorazione che consiste di strisce alternate di calligrafia Kūfī e Naskhī, disegni geometrici e versetti tratti dal Corano.
La sua bellezza è dovuta allo slancio e alla leggerezza dell'architettura in un paesaggio brullo ma spettacolare di una valle che si apre tra montagne imponenti.

### Riscoperta
Per secoli il minareto rimase celato nell'oblio, fino a che non venne riscoperto nel 1886 da sir Thomas Holdich, che lavorava nella Commissione per i confini afghani. Esso, però,  non ebbe le attenzioni del mondo fino al 1957. Per merito dei due archeologi francesi André Maricq e Gaston Wiet, infatti, ritornò alla ribalta: essi studiarono il sito fino a che l'invasione sovietica dell'Afghanistan, nel 1979, li costrinse ad abbandonare il luogo.
Nel 2002 il sito archeologico di Jam fu il primo luogo afgano a entrare a far parte della lista dei patrimoni mondiali dell'umanità dell'UNESCO, nell'elenco dei luoghi in pericolo a causa del precario stato di conservazione e dei saccheggi subiti nei secoli.

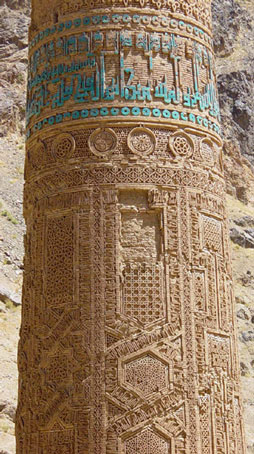
Parte esterna del minareto di Jam, con le decorazioni

### Struttura
La struttura circolare del minareto poggia su una base ottagonale; esso aveva due terrazzi in legno ed era sormontato da una lanterna. Si pensa che abbia ispirato la costruzione del Qutb Minar a Delhi, il più alto minareto in mattoni del mondo, anch'esso inserito nell'elenco dei patrimoni dell'umanità nel 1993 (il minareto di Jam è il secondo minareto in mattoni più alto del mondo).

### Storia
Il minareto di Jam appartiene ad un gruppo di circa 60 minareti e torri costruiti fra l'XI e il XIII secolo nell'Asia centrale, in Iran e in Afghanistan. Si pensa che i minareti fossero i simboli della vittoria e diffusione dell'Islam, mentre le torri fossero solo torri d'osservazione o punti di confine.
Il Minareto di Jam si trova probabilmente sull'antico sito della capitale estiva della dinastia dei Ghuridi: Firuzkuh. Nel XII e nel XIII secolo i Ghuridi controllavano non solo l'Afghanistan, ma anche zone dell'Iran orientale, dell'India settentrionale e del Pakistan.
I Ghuridi dominarono questa regione dal 1148 circa fino al 1222 e furono in lotta con i Ghaznavidi e con i Selgiuchidi che avevano lanciato spedizioni nella provincia al fine di introdurre l'Islamismo e di conquistare quella zona. I Ghuridi risposero con il sacco di Ghazna, da parte del comandante Ala' ad-Din Husayn detto Jahan-Suz ("Incendiario del mondo"). L'impero si estese sotto i fratelli Ghiyath ad-Din e Muʿizz ad-Din occupando Herat nel 1175 e Nīshāpūr nel 1200 e la capitale selgiuchide Merv. All'est Muʿizz ad-Din guidò le incursioni nel Sind nel 1182 occupando Delhi nel 1192.
Lo splendore dell'Impero dei Ghuridi svanì ben presto dopo la morte di Ghiyath ad-Din nel 1202 e all'assassinio di Muʿizz ad-Din nel 1206, quando venne forzato a cedere territori all'Impero dei Khorezm. Juzjani riporta che Firuzkuh venne distrutta dai Mongoli nel 1222.

### Datazione
L'iscrizione araba che potrebbe datare il minareto non è chiara, così questa costruzione potrebbe risalire al 1193 o, più probabilmente, al 1174. Esso, quindi, potrebbe commemorare la vittoria del sultano Ghiyas ud-Din sui Ghaznavidi nel 1192 a Delhi, o la sconfitta dei Turchi Ghuzz a Ghazna nel 1173.
Si pensa che il minareto facesse parte della moschea del Venerdì di Firuzkuh, che il cronista ghuride Juzjani riporta venne spazzata via da un'improvvisa alluvione alcuni anni prima delle guerre con i Mongoli.

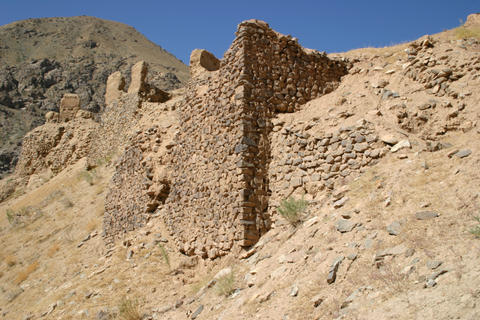
Qasr Zarafshan

### Stato attuale
Attualmente il minareto di Jam è minacciato da erosione, infiltrazioni d'acqua e inondazioni, a causa della sua vicinanza con i fiumi Hari Rud e Jam Rud. Di non secondaria importanza sono i terremoti che avvengono con frequenza in questa regione. La torre del minareto ha iniziato nel recente passato a pendere, ma si è proceduto ad un lavoro di stabilizzazione per eliminare i pericoli di crollo.
Il lavoro d'urgenza è stato sostenuto con finanziamenti svizzeri e in congiungimento con un altro progetto italiano di consolidamento dei siti e dei monumenti di Jam e di Herat. Dal 2005 gli archeologi inglesi David Thomas e Alison Gascoigne stanno lavorando ad un progetto di ricerca sul sito archeologico.

### Le motivazioni dell'UNESCO
L'UNESCO lo ha considerato patrimonio mondiale nel 2002 perché l'architettura e la decorazione sono state alla base dello sviluppo delle arti e dell'architettura del sub-continente indiano (criterio ii).
Inoltre costituisce una testimonianza archeologica importante della civiltà ghuride che aveva dominato la zona tra XII e XIII secolo (criterio iii) ed esempio eccezionale dell'arte e dell'architettura islamica nella regione (criterio iv).

## Altri monumenti del sito
Il sito archeologico nei dintorni di Jam include, oltre al minareto, le rovine di un palazzo, fortificazioni, un forno per le ceramiche e un cimitero ebraico.
Gli archeologi al lavoro a Jam hanno trovato tracce di un grande edificio a fianco del minareto, nonché tracce di sedimenti fluviali sul pavimento di mattoni cotti.

## Galleria d'immagini

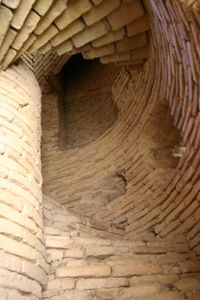
Interno del minareto, la scala
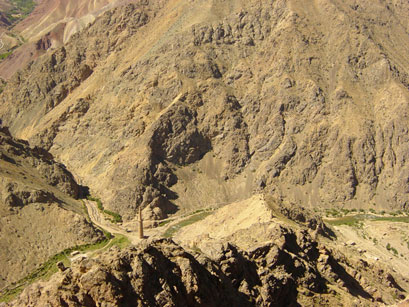
Jam vista dal Kohe Khara
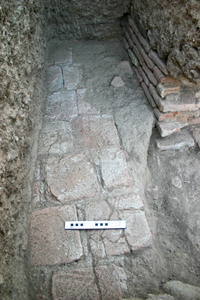
Il pavimento del cortile in mattoni cotti vicino al minareto di Jam